# Distrito electoral de Selden (condado de Rock, Nebraska)
Selden (en inglés: Selden Precinct) es un distrito electoral ubicado en el condado de Rock en el estado estadounidense de Nebraska. En el Censo de 2010 tenía una población de 12 habitantes y una densidad poblacional de 0,05 personas por km².

## Geografía
Selden se encuentra ubicado en las coordenadas 42°20′11″N 99°36′16″O / 42.33639, -99.60444. Según la Oficina del Censo de los Estados Unidos, Selden tiene una superficie total de 263.87 km², de la cual 263.29 km² corresponden a tierra firme y (0.22%) 0.57 km² es agua.

## Demografía
Según el censo de 2010, había 12 personas residiendo en Selden. La densidad de población era de 0,05 hab./km². De los 12 habitantes, Selden estaba compuesto por el 91.67% blancos, el 8.33% eran afroamericanos, el 0% eran amerindios, el 0% eran asiáticos, el 0% eran isleños del Pacífico, el 0% eran de otras razas y el 0% pertenecían a dos o más razas. Del total de la población el 0% eran hispanos o latinos de cualquier raza.